# سيريه
سيريه كلمة تعني شرائح اللحم المتبلة وهي أكلة شعبية أفريقية أصلها من نيجيريا وأصل الكلمة باللغة الهوساوية وتكتب Suya بالحروف الإنجليزية، وهي وجبة بسيطة الصنع، مكونة من لحم البقر بعد تقطيعه بواسطة سكاكين حادة على شكل شرائح رقيقة، ومن ثم يضاف للشرائح أثناء الإعداد البهارات النيجيرية ومسحوق اللوز السوداني والشابورة إضافةً إلى الثوم والكمون، وتخلط جميع المكونات مع بعضها وتترك داخل الثلاجة لمدة لا تقل عن ساعة، وبعد أن تتخمر بالبهارات تحمل في أسياخ وتشوى على الفحم أو الجمر.
أُشتهرت وجبة السيريه بطابعها التقليدي حيث أن العديد من طهاة هذه الوجبة تجدهم عادةً يفترشون على طرقات نيجيريا لبيع هذه الوجبة بعد أن تتم عملية الشواء أمام العميل وتقديمها، إنتقل بعض هؤلاء الطهاة إلى السعودية لتقديم هذه الوجبة لبعض الحجيج القادمين من نيجيريا لتأدية مناسك الحج أو العمرة، حظيت هذه الوجبة على قبول واسع بين أوساط المجتمع السعودي وأصبحت من أكثر الوجبات شعبيةً على مستوى الحجاز، حيث افتُتِحت العديد من المطاعم الحديثة لبيع هذه الوجبة وبأنواع مختلفة وبطابع سعودي. حتى أن بعض هذه المطاعم أضافت أصناف عديدة إلى هذه الوجبة منها: سيريه اللحم وسيريه الدجاج والمدفون وسيريه السمك وسيريه الروبيان وغيرها. من هنا جاءت التسمية العربية لهذه الوجبة.